# Боржавська вузькоколійна залізниця
Боржа́вська вузькоколі́йна залізни́ця (інша назва: Вузькоколійна залізниця Виноградів — Хмільник — Іршава; у народі має назву «А́нця Ку́шницька») — одна з частково робочих вузькоколійних залізниць в Україні, в межах Виноградівського, Берегівського та Іршавського районів Закарпатської області.
Загальна довжина залізниці — 123 км, ширина колії — 750 мм.

## Опис
Перша черга Боржавської вузькоколійки введена в експлуатацію 23 грудня 1908 року. Залізниця використовувалась передусім для перевезення деревини з гірських масивів Полонина Боржава і Великий Діл в Закарпатську низовину для подальшого транспортування та перероблення.
Головна гілка пролягла вздовж річки Боржави, що й дало назву залізниці. У верхів'ях річки колія розгалужувалась на кілька гілок, які вели до віддалених гірських лісорозробок. Нині в експлуатації залишається гілка Виноградів — Хмільник — Іршава, а також Берегове — Хмільник.
Залізницю використовували й далі використовують не лише для перевезення вантажів (зокрема лісу), але й для пасажирських перевезень. Пасажирські потяги складаються з локомотива і декількох (1—4) вагончиків. У кожному селі, через яке проходить залізниця, споруджені невеликі станції. Станом на жовтень 2022 року регулярні пасажирські перевезення не здійснюються.

## Історія

### Будівництво
Лісова промисловість за часів Австро-Угорської монархії, а потім і Чехословацької республіки, розвивалась з використанням передових на той час технологій, в тому числі і побудови транспортних залізниць по всій території Підкарпатської Русі. 29 лютого 1904 року у місті Мукачеве були скликані установчі збори, які і можна вважати днем народження Боржавської вузькоколійки.
23 грудня 1908 року залізничну колію на дільниці Берегове — Довге у присутності заступника міністра торгівлі Угорщини було офіційно здано в експлуатацію. Цій події передував довгий підготовчий період, який тривав від початку 1904 року і до середини 1907 року. За цей час було створено акціонерне товариство (далі — АТ) залізниці Боржавської долини, вироблено механізм фінансування будівництва, обґрунтовано доцільність та економічну потребу (вигоду) такого проєкту.
Першим кроком стало створення АТ залізниці Боржавської долини, яке на установчих зборах виконавчого комітету Боржавської вузькоколійки 29 лютого 1904 року вибрало власного голову. Ним став наджупан Березького комітату Палл Бейті, який з радістю прийняв дану пропозицію і запевнив ініціаторів про свою активну підтримку. А 31 грудня відбулося засідання виконавчого комітету, на яке запросили представників всіх населених пунктів, через територію яких пролягатиме залізниця, керівників Березької жупи, представників банківських організацій. Збори ухвалили рішення, що фінансування будівництва має здійснюватись жупною владою. Законодавча комісія Березької жупи в той же день підтримала рішення зборів АТ. На цьому ж засіданні складено список сіл (пайщиків АТ), через які повинна була пролягти майбутня магістраль, і затверджено розмір первинного внеску статутного капіталу та наступних річних внесків протягом 50 років. Хоча представники сіл погодилися на внесення потрібних коштів, навколо цієї теми розгорнулася боротьба, головно з боку торгово-фінансових кіл Мукачева, які боялися втратити свій повний і безконтрольний вплив на населення даної території. Не маючи змоги вплинути на рішення зборів, останні вдалися до тактики затягування часу, про що переконливо свідчить той факт, що збори законодавчої комісії комітату декілька разів переносилися на пізніший термін. Та все ж 16 березня 1905 року законодавча комісія Березької жупи на позачергових зборах визнала розбудову залізниці першочерговим загальногромадським пріоритетом і ухвалила остаточне рішення про виділення 50 000 крон на будівництво залізниці Берегове — Довге. Цю суму вирішено взяти в кредит на виплат, за яку буде нести відповідальність фонд додаткового податку комітату. Збори уповноважили заступника головнокеруючого підписати боргове зобов'язання від імені законодавчої комісії. За дане рішення проголосувало 49 депутатів із 52 загальної кількості. Пізніше п. Шлосбергер (очолив депутатів, які голосували проти) намагався оскаржити дане рішення у суді, але безрезультатно.
Проєкт будівництва вузькоколійної залізниці був направлений на розгляд у міністерство торгівлі Угорщини. Відіславши необхідні документи, організаційний комітет АТ продовжує активно цікавитися перебігом розгляду питання. Про цей факт свідчить, зокрема, лист нового наджупана Березької жупи Ондраша Потаі від 24 травня 1905 року, відісланий на ім'я міністра торгівлі Угорщини, в якому він додатково мотивував доцільність будівництва з економічної точки зору. Зокрема там сказано, що населення жупи давно цікавить питання будівництва залізниці, бо це дасть можливість розширити торгові зв'язки багатих на сільськогосподарську продукцію низинних районів з гірськими районами, багатими на ліс, вугілля, руду, і завдяки цьому підвищити добробут жителів цих районів. Для досягнення цієї мети керівництво жупи і представники зацікавлених населених пунктів готові виділити із місцевих бюджетів відповідні грошові суми. Останній факт має документальне підтвердження. Так, наприклад, законодавча комісія комітату рішенням за № 83695/904 проголосувала про виділення 159 000 крон на побудову залізниці. Крім того, ще було гарантовано внесок 60 000 крон. Наскільки питання побудови залізниці було важливим для комітату свідчить той факт, що розширення резиденції комітату, будівництво квартири для керівника (угор. foszolgabiro) та службових приміщень, прокладання телефонної мережі відкладались на пізніший термін. У документі № 8201/1905 говориться: «…питання залізниці поставити на передній план настільки, щоб на інші справи лише у тому випадку і лише у такій мірі буде робитися пожертвування, наскільки це дозволить спорудження залізниці».

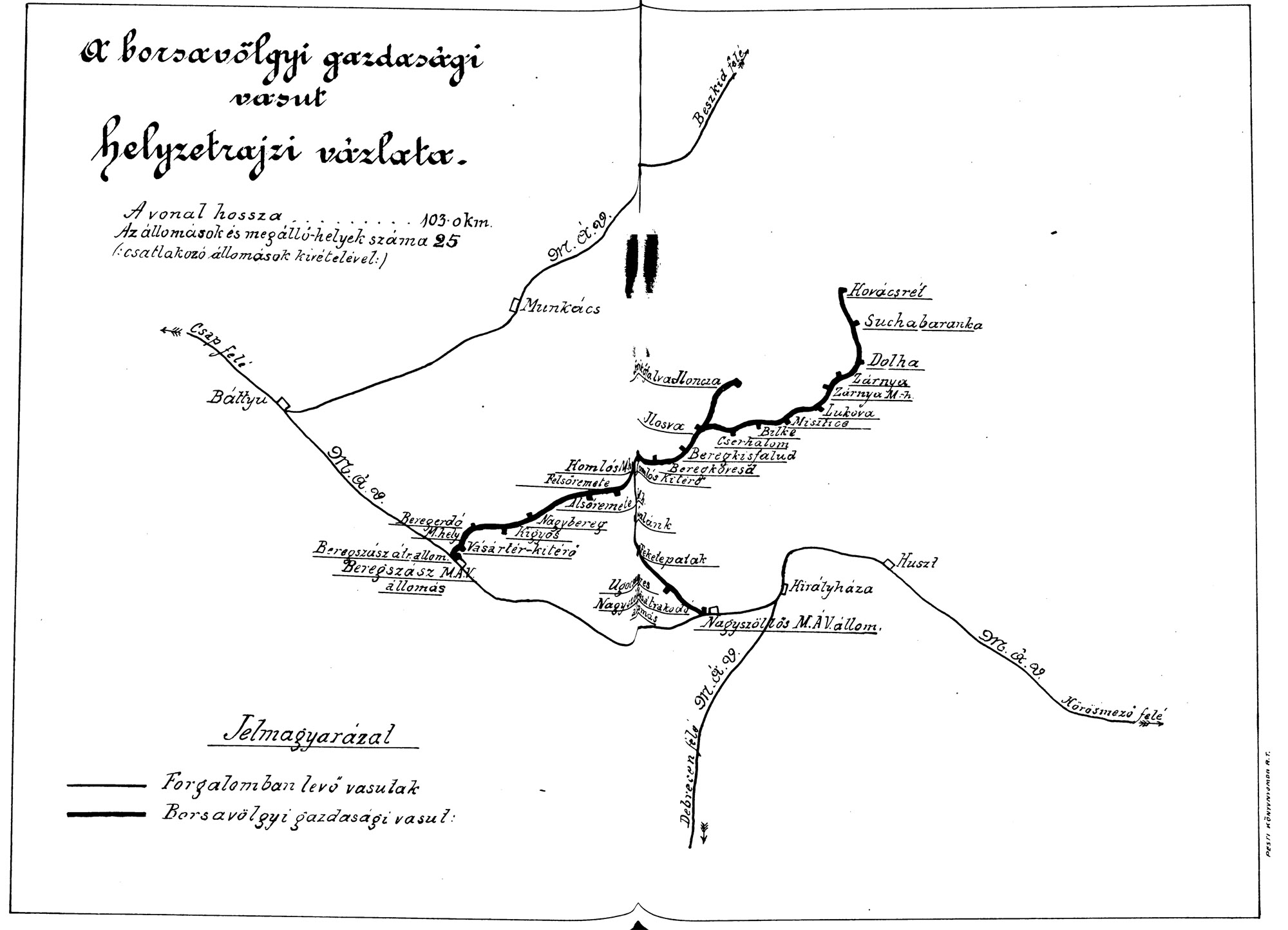
Схема вузькоколійки в документах 1906 року

4 грудня 1905 року на ім'я наджупана Березької жупи прибула відповідь із міністерства торгівлі, в якій міністр повідомив, що на розгляд винесені два проєкти будівництва залізниці. Відповідно до першого, поданого адвокатом Ференцом Добозфі, Довге сполучиться із Великим Севлюшем (Виноградів) через Шаланки. А другий подало АТ угорських залізниць місцевого значення, який передбачав будівництво ділянки Берегове — Довге та додаткове будівництво відгалуження Іршава — Осій і Довге — Кушниця. Крім того, останній проєкт передбачав також будівництво відтинку Шаланки — Виноградів. А питання про те, який проєкт найкраще задовольнить місцеві інтереси, обговорювалося 7 грудня на спільній нараді міністра торгівлі з представниками Уґочанського та Березького комітатів. Для реалізації був вибраний проєкт, поданий АТ. Але протягом всього 1906 року тривав розгляд питання про будівництво вузькоколійної залізниці. І хоча АТ повністю брало на себе фінансування проєкту, розгляд справи відкладався.
Для прискорення розгляду та затвердження проєкту, законодавча комісія Березького комітату на своїх позачергових зборах від 5 грудня 1906 року ухвалила та затвердила рішення громад міста Берегове та всіх зацікавлених сіл про виділення коштів для будівництва залізниці і відіслала міністру внутрішніх справ. Крім цього, у своєму листі на ім'я головно керівника комісія просила якнайшвидше домогтися дозволу на будівництво. Справа розглядалася чотирма міністерствами (торгівлі, транспорту, фінансів, внутрішніх справ) — зважувалися всі «за» і «проти» проєкту. 23 травня 1907 року розпорядженням № 41116/III міністра торгівлі було поставлено остаточну резолюцію у цій непростій справі.
21 серпня 1907 року угорською владою дано офіційний дозвіл на будівництво залізниці. Спорудження велося одночасно на двох ділянках — із Берегового до Довгого та з Виноградова до Хмільника. 20 лютого 1908 року міська влада Берегова виділила земельні ділянки для будівництва адміністративних будівель, локомотивного та вагонного депо, а також квартир для обслуговчого персоналу.
У процесі будівництва виникало багато труднощів як фінансового, так і технічного плану. Також на будівництво впливали важкі погодні умови, особливо в останні місяці роботи. З листа керівництва будівельної фірми на ім'я жупана Березького комітату довідуємося, що якраз ці несприятливі умови і привели до затримки здачі колії в експлуатацію на 18 днів пізніше від запланованого строку.
23 грудня 1908 року залізнична колія на відрізку Берегове — Довге була офіційно введена в експлуатацію.
Будівництво та введення в експлуатацію дільниць:
1. Берегове (Береґсас) — Довге (Долга), 67 км (23 грудня 1908 року)
2. Виноградів (Севлюш) — Хмільник, 19 км (23 грудня 1908 року)
3. Довге — Кушниця, 9 км (22 травня 1909 року)
4. Іршава (Ілошва) — Осій (Сайкофальва), 8 км (10 червня 1911 року)
5. Осій — Кам'янка (Дьілалья), 4 км (у 1911 році)

### Боржавська вузькоколійка як приватна залізниця— BGV (1908—1923)
З самого початку експлуатації, з 23 грудня 1908 року, до 1 січня 1923 року, Боржавська залізниця мала приватну форму власності у вигляді акціонерного товариства, яке мало назву «BGV» («угор. Borzsavölgyi Gazdasági Vasút» — «Господарська Залізниця Боржавської Долини»). Мережа колій Боржавської вузькоколійки була боснійського стандарту та мала ширину 760 мм. Максимальний підйом становив 33 %, а мінімальний радіус колії — 100 м. Спочатку функціонували тільки дві залізничні дільниці: Берегове — Довге та Виноградів — Хмільник, в той час як інші відрізки Боржавської залізниці перебували на стадії активного будівництва. На початку березня 1909 року на дільниці Берегове — Довге повноцінного руху ще не було і перевезення здійснювали лише два пасажирські потяги. Не останню роль відіграла в цьому весняна повінь, яка тимчасово призвела до скорочення руху поїздів. А використання на лінії вантажних перевезень почалося дещо пізніше і було безперечно пов'язане із поступовим налагодженням торгових контактів між низинними та гірськими районами.
1914 року на основній лінії Берегове — Кушниця щодня курсувало чотири пари пасажирських потягів, на гілці Хмільник — Виноградів — три пари, а на гілці Іршава — Кам'янка — три пари змішаних вантажно-пасажирських.
В період з 1910 по 1920 роки Боржавською залізницею було перевезено 4 млн 446 тисяч пасажирів, а також 637 тисяч тонн різного вантажу.

### У складі Чехословацьких державних залізниць— ČSD (1923—1938)

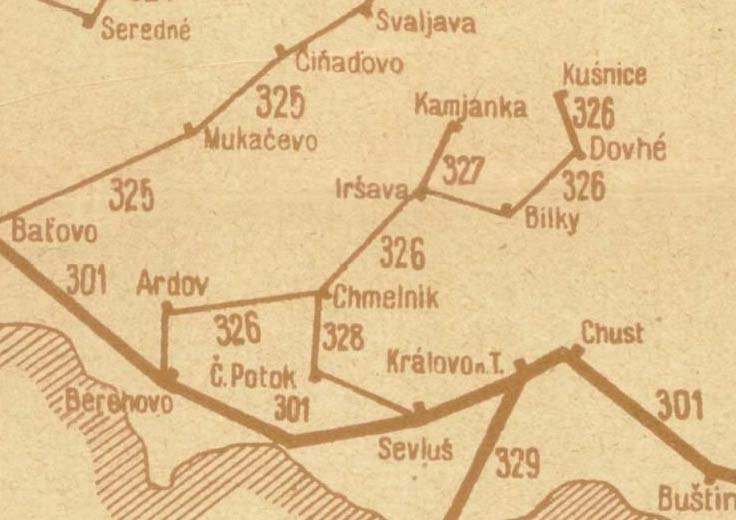
Схема Боржавської залізниці 1938 р.

В 1919—1920 роках колії на Підкарпатській Русі, що належали угорським компаніям, перейшли до Чехословацьких державних залізниць. Цей перехід супроводжувався розв'язанням багатьох проблем, зокрема необхідно було поновити парк рухомого складу, розв'язати питання ремонту колійного господарства. 1923 року Боржавська господарська залізниця була націоналізована і увійшла до складу Чехословацьких державних залізниць — ČSD — у формі акціонерного товариства «Akciová společnost místní dráhy v údolí Borži» («Акціонерне товариство місцевих залізниць в долині Боржави») З 1 серпня 1923 до 1 грудня 1929 року робота залізниці регламентувалась «Правилами перевезень місцевою залізницею в долині Боржави» з управлінням в місті Берегове. В цей час було присвоєно наступну нумерацію дільницям: Берегове — Кушниця — 326; Іршава — Кам'янка — 327; Севлюш — Хмільник — 328.
- 326 Берегове — Кушниця. В цей час на цій дільниці залізниці пасажирські перевезення здійснювали 4 пари пасажирських потягів з паротягами, а з 1927 року було введено моторові пасажирські потяги (моторизовані вагони марок М 11.0 та М 21.0). В одному напрямку час проїзду з Берегового до Кушниці потяга на паровій тязі становив 250—270 хвилин. Моторизованої дрезини М 11.0 — 195 хвилин, М 21.0 — 185 хвилин.
- 327 Іршава — Кам'янка. Залізниця вела до підніжжя Великого Ділу між Бужорою (1086 м н.р.м.) та Синяком (1040 м н.р.м.). Рух здійснювали 3 пари змішаних потягів, а від червня 1923 року — 2 пари. Час їзди в одному напрямку — 60 хвилин.
- 328 Виноградів (Севлюш) — Хмільник. Дільниця з'єднувала головну (широку) колію з 326 дільницею. Перевезення здійснювали 5 пар потягів, від початку 1920 року — 3 пари. З 1922 по 1929 рік експлуатувались 4 пари моторизованих вагонів М 11.0 та М 21.0. Час їзди в одному напрямку — 50—70 хвилин.

### У складі Угорських державних залізниць— MÁV (1938—1945)
Після Віденського арбітражу 2 листопада 1938 року південна частина Закарпаття перейшла до Угорщини, а уряд Карпатської України переніс столицю до міста Хуст. Таким чином, Боржавська залізниця була формально розділена на дві частини та опинилась у складі двох держав. Кордон проходив неподалік станції Хмільник, біля якого розташовувався пост фінансової варти. Попри цю обставину, залізниця продовжувала функціонувати і рух на ній не припинявся.
У цей час було присвоєно таку нумерацію дільницям: Берегове — Хмільник — Іршава — Кушниця — 85a, Іршава — Кам'янка — 85b, Виноградів — Хмільник — 85c.
- 85a Берегове — Хмільник — Іршава — Кушниця. Рух здійснювали: 4 пари моторних вагонів Берегове — Кушниця, 1 пара моторних вагонів Білки — Кушниця, 2 пари моторних вагонів Довге — Кушниця.
- 85b Іршава — Кам'янка. Рух здійснювали: 3 пари пасажирських потягів Іршава — Осій, 1 пара пасажирських потягів Іршава — Ільниця, 1 пара моторних вагонів Іршава — Ільниця.
- 85c Виноградів — Хмільник. Рух здійснювали: 4 пари пасажирських потягів Виноградів — Хмільник.

6 березня 1939 року під час набуття Підкарпатською Руссю автономії були спроби створити самостійні Карпатоукраїнські залізниці, на перешкоді яких стала Друга світова війна. З 1939 по 1945 роки лінія експлуатувались угорською компанією MÁV. Дільниці знову отримали нову нумерацію: Берегове — Хмільник — Іршава — Кушниця — 83; Іршава — Кам'янка — 85; Виноградів — Хмільник — 84.
- 83 Берегове — Хмільник — Іршава — Кушниця. Рух здійснювали: 2 пари пасажирських потягів Берегове — Кушниця, 2 пари моторних вагонів Берегове — Кушниця, 1 пара пасажирських потягів Кушниця — Довге, 2 пари моторних вагонів Кушниця — Довге[11].
- 85 Іршава — Кам'янка. Рух здійснювали: 4 пари змішаних потягів Іршава — Осій[12]
- 84 Виноградів — Хмільник. Рух здійснювали: 3 пари змішаних потягів Виноградів — Хмільник[12].

Рухомий склад: «Maffei» — 3 од., «Orenstein & Koppel» — 1 од., «Budapest» — 7 од., «Krauss» (Мюнхен) — 1 од. «Krauss» (Лінц) — 1 од., «StEG», «BMMF» (всього 13 локомотивів).

### Радянський період— СЖД (1945—1991)

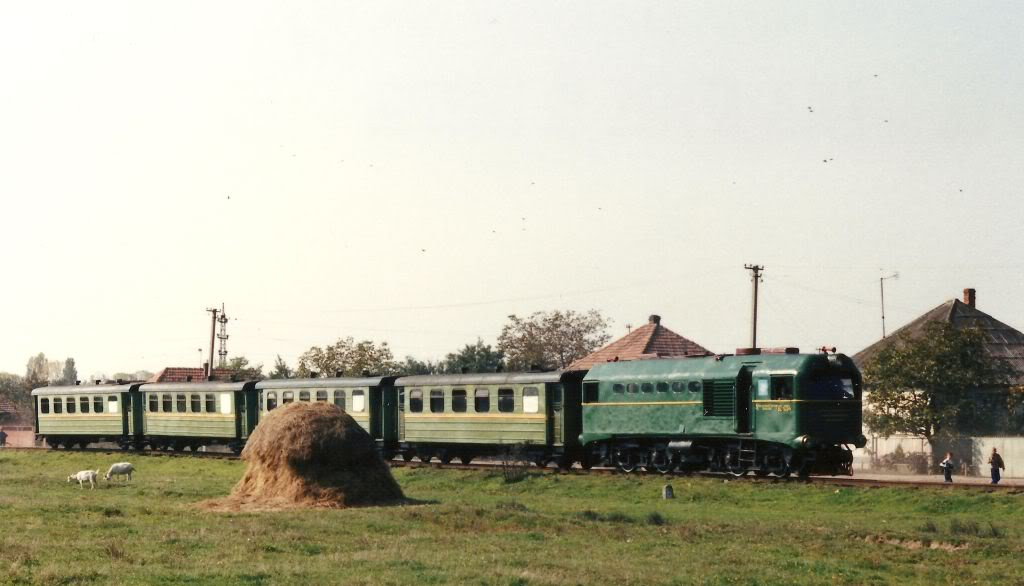
Боржавська залізниця — 1980-і роки

«Советские железные дороги» (СЖД) прийняли в управління мережу залізниць в Закарпатті в 1945 році, і першим їх завданням було перешиття нормальних залізниць на широку колію, а також вузькоколійних з 760 мм на 750 мм. На широкій колії перехід був завершений до 1947 року, тоді як перехід вузькоколійних залізниць на стандарт 750 мм закінчився в 1950 році. В 1926 році сукупна довжина колій Боржавської залізниці становила 107 км, після війни залізничну мережу розширено і довжина становила 123 км. Депо (філія депо Королево) знаходилось в місті Берегове. На ділянці Берегове — Хмільник пасажирський рух припинився у 1983—1984 роках, всі станції та роз'їзди розібрано.
Боржавська залізниця, перешита на ширину 750 мм використовувалась як для пасажирських перевезень, так і для вантажних. До кінця 1960 року здійснювалось пасажирське сполучення Іршава — Кам'янка. На початку 1980-х років пасажирські перевезення на дільниці Берегове — Кушниця були припинені через конкуренцію з боку автомобільного транспорту. На відрізку Берегове — Приборжавське продовжувались вантажні перевезення. В 1985 році частину дільниці Приборжавське — Кушниця передано Довжанському лісокомбінату для потреб транспортування деревини.

### У складі Укрзалізниці (з 1991 року)
При здобутті в 1991 році незалежності Україною розпочалася історія самостійних українських залізниць. Постановою Кабінету Міністрів України від 14 грудня 1991 року створено Державну адміністрацію залізничного транспорту, яка одержала назву «Укрзалізниця», до складу якої ввійшло шість залізниць. Вузькоколійна залізниця Берегове — Кушниця, яка належала радянському Міністерству шляхів сполучення, також увійшла після 1991 року до складу українських залізниць. Управління нею здійснювало Ужгородське відділення Львівської залізниці.
Перехід до ринкових умов позначився і на Боржавській вузькоколійці, адже її основне завдання полягало в наданні транспортних послуг підприємствам Іршавського району для постачання сировини та відправлення готової продукції. Послугами вузькоколійки користувалися такі підприємства, як Довжанський лісокомбінат, Приборжавський завод будматеріалів, Іршавська меблева фабрика, Іршавський абразивний завод, підприємства Харчпрому в місті Іршава та селі Білки, машинобудівні заводи в Довгому, Кушниці, Іршаві, Ільниці, вугільна шахта в селі Ільниця. Також до початку 1980-х років здійснювалися пасажирські перевезення на ділянках Берегове — Кушниця та Виноградів — Хмільник.
Проблеми на вузькоколійній залізниці досягли піку в 1994 році під час кризи з постачанням палива, і були також пов'язані з відсутністю замовлень на вантажні перевезення з боку підприємств регіону. Пасажирські перевезення і в часи успішної роботи залізниці були збитковими, а в час кризи їх майже повністю було припинено. Відбувалося пасажирське сполучення тільки на відрізку Виноградів — Хмільник, де вузькоколійна залізниця була єдиним ефективним пасажирським транспортом.
На відрізку Приборжавське — Довге — Кушниця Довжанським лісокомбінатом здійснювалися пасажирські перевезення робітників. В цей час управлінням економіки Іршавського райвиконкому був представлений проєкт, який передбачав перешиття Боржавської залізниці з вузької на широку колію, з виходом на Сваляву, що на думку спеціалістів могло пожвавити економічне життя регіону.
Протягом 1994—1997 років було припинено рух на відрізку Іршава — Хмільник, який було відновлено в 1998 році. Але незважаючи на припинення руху, життя на станції Іршава продовжувалося. Протягом 2004—2007 років Довжанським лісокомбінатом демонтовано відрізок Кушниця — Приборжавське. У 2010 році продовжено демонтаж відрізку Іршава — Ільниця.

## Лісові, промислові та під'їзні колії

### Гілка: Довге— Суха— Бронька— Липове— Кук
У 1912 році Довжанським деревообробним підприємством «Dolhai Faipari Rt.» була споруджена лісова вузькоколійка, яка виходила із двору пилорами підприємства. Вона проходила лівим берегом Боржави — окремо від колій Боржавської господарської залізниці на протилежному березі. На третьому кілометрі, біля залізничного моста через Боржаву, лісова колія під'єднувалась до мережі колій Боржавської залізниці і вони разом прямували до станції Суха-Бронька. В цьому місці лісова колія повертала на схід в долину річки Бронька. Далі колія проходила вузькою долиною до пралісів під полониною Кук (1365 м н.р.м.). Тут вона роздвоїлась і одна гілка йшла на південь, під гору Кичера (903 м н.р.м.). Довжина цієї вузькоколійки становила 21 км. Ширина колії становила 760 мм.
Після 1918 року активи компанії разом із залізницею перейшли до державного управління лісовими справами. В 1923 році Закарпаття ввійшло до складу Чехословаччини, і лінія була передана Чехословацьким державним залізницям (ČSD).
Рухомий склад: «Ganz» — 5 од., «Budapest» — 7 од., «Maffei» — 3 од., «Orenstein & Koppel» — 1 од., «Krauss Maffei» — 1 од., «Kopřivnice» — 6 од. (всього 17 локомотивів та 6 мотодрезин).
Вже у 1935 році довжина колій мережі становила 26,261 км. Після 1945 року колія експлуатувалась Довжанським лісокомбінатом. Відрізок вузькоколійки Суха — Бронька — Кук демонтовано у 1990 році. Колія продовжувала функціонувати між селами Приборжавське та Кушниця (13,1 км), а також на гілці, що вела до лісокомбінату (3 км). Вузловою станцією була станція Бронька, де знаходилось локомотивне депо. Життя на лісовій колії зникло в середині 1990-х років — після пошкодження залізничного мосту через річку Боржава між Довгим та Бронькою. Довжанський лісокомбінат продовжував працювати і вивозити ліс автомобільним транспортом, а колія поступово прийшла в занепад.

### Гілка: Кушниця— Лисичово— Репинне

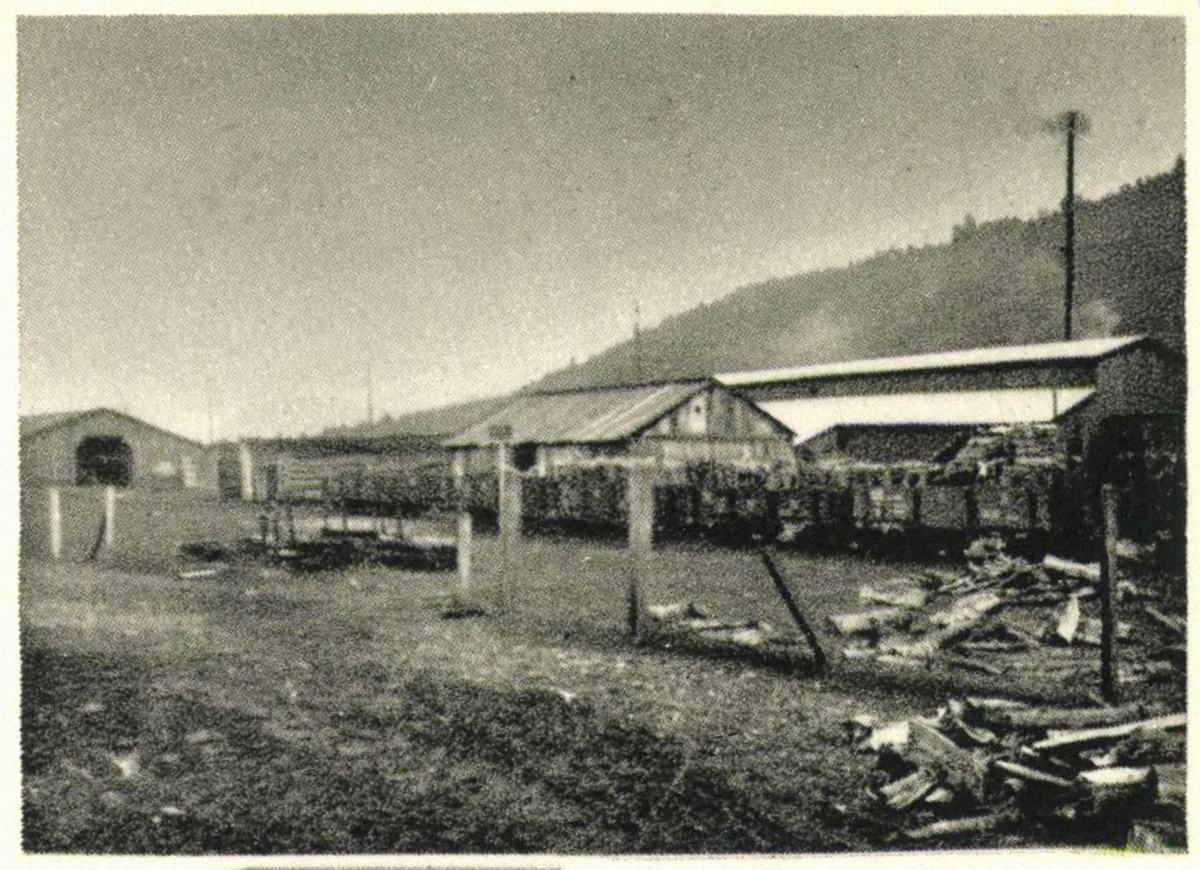
Вузькоколійка на лісопильні в Кушниці

В 1930—1931 роках «Акціонерне товариство з перероблення деревини» збудувало нову гілку вузькоколійки на ділянці Кушниця — Лисичово — Репинне, завдовжки 4,2 км. 27 лютого 1930 року надано дозвіл на проведення проєктних робіт, а вже 12 листопада цього ж року технічний проєкт був повністю готовий і затверджений. Колія проходила по берегу Кривого потоку до складу в урочищі Борсучина, розташованому біля потоку Швидкий на висоті 420 м. Незабаром від пилорами в Кушниці було прокладено ще одну гілку залізниці, яка пролягла долиною Кушницького потоку до села Лисичово, а далі глибокою долиною Васькового потоку, де за будинком лісника розділювалась на три відгалуження. Перше відгалуження (завдовжки 4 км) пролягало долиною Репинного потоку до пралісів під гору Камінь, друге — долиною Сільського потоку під гору і перевал Присліп (завдовжки 2 км), третє — вздовж потоку Версіль під гору Звур (завдовжки 3 км). Колію від залізничної станції до лісопильні, завдовжки 382 м, прокладено 1 лютого 1931 року. З виникненням Довжанського лісокомбінату гілка стала належати цьому підприємству. На гілці експлуатувалось близько 50 платформ для перевезення деревини. В окремі роки її обслуговувало 18 локомотивних бригад. Ця вузькоколійка демонтована у 1986 році.

### Гілка: Кушниця— Березники— Дулятин— Куртацька
Друга гілка вузькоколійки, яка виходила із Кушниці, пролягала долиною Боржави через села Керецьки та Березники до урочища Дулятин (довжина 17 км), де було розгалуження на дві колії. Перша колія прямувала до урочища Вишній Дулятин, а друга — до урочища Куртацька під гору Стій (загальна довжина від Кушниці 30 км). На цій гілці активно використовувалась паротяги в період Другої світової війни, коли угорці масово вирубували букові ліси. В радянський період використовувались мотовози, які звозили деревину в Кушницю і Довге. До вантажних потягів приєднували і пасажирський вагон, який розвозив робочих, а також їздила лавка, яка розвозила продукти. На початку 1970-х років розпочався демонтаж гілки, оскільки деревину звозили в Сваляву автотранспортом. До 1980 року гілку повністю демонтовано.

### Гілка: Білки— каменоломня
Введена в експлуатацію у 1919 році. Довжина колії — 0,114 км. Демонтована у 1959 році.

### Гілка: Луково— склад
Введена в експлуатацію у 1928 році. Довжина колії — 0,108 км. Власник — «M. Bóhm & B. Moskowits». Демонтована у 1959 році.

### Гілка: Приборжавське— вапнозавод
Колія веде від залізничної станції Приборжавське до печей вапнозаводу, побудованих після Другої світової війни. На своєму шляху перетинає річку Боржава, через яку перекинутий залізничний міст. Довжина гілки — приблизно 1 км. В радянський період поїзд вивозив продукцію з печей до станції Приборжавське кожну годину. Підприємство володіло декількома власними локомотивами — ТУ6А-0624, ТУ6А-2396 та ТУ8-0278. Також до 2011 року на території заводу зберігався локомотив ТУ4-2441. Нині колія не експлуатується, попри збереженість та добрий стан.

### Гілка: Довге— залізоробний завод
Введена в експлуатацію у 1909 році. Довжина колії — 0,1 км. Колія обслуговувала Довжансько-Лисичівський залізоробний завод, який належав графу Телекі. Під час Першої світової війни і до 1918 року виробництво було закрите і колія не експлуатувалась. Після приєднання Закарпаття до Чехословаччини, завод передається товариству «Dovžansko-Lisičevské železárny a lopatárny Josef Melchner a dr. Oldrich Bukovansky». У 1927 році підприємство було закрите. Колія демонтована у 1945 році.

### Гілка: Кідьош— ферма Ньараш
На 9 км від Берегового знаходиться станція Кідьош, від якої в 1930-х роках відходила гілка до колективної ферми Ньараш (в районі Чорного Болота, угор. Cernye mocsar) завдовжки 6,5 км. Залізницею приблизно два місяці в рік перевозили сіно, солому та пшоно. На гілці з 1931 по 1939 роки експлуатувався мотовоз F202H фірми «Лакторія» з електропередачею, що потрапив сюди з заводської лінії в Чинадійово, де працював на сірниковому заводі. За документами 1939 року мотовоз записаний, як в неробочому стані. Цей локомотив мав «бустерну» секцію — двовісну криту вагонетку з додатковим електродвигуном (вона залишилася в Чинадійово). На лінії працювали 4 двовісні вагонетки, які раніше експлуатувались на вузькоколійці Чинадійово — Синяк. Колія демонтована.

## Рухомий склад

### Парові мотриси системи De Dion-Bouton

#### BGV 1— BGV 5
Французька фірма De Dion-Bouton з передмістя Парижу розробила парову силову систему для застосування в механізації перевезень вантажів, що являла собою вертикально розташований паровий котел з механічним приводом. В 1901 році угорське товариство «AEGV» застосувало цю технологію для будівництва власних локомотивів, які мали досить добрі характеристики — запасу води вистачало на 60—70 км ходу.
Для парового вагона з системою De Dion-Bouton необхідно було 1—3 кг/км палива та 12 л/км води. Швидкість для парового вагона була можливою в інтервалах 16—25 км/год або 30—50 км/год. Максимальна потужність таких локомотивів становила 50 к.с.
У 1908 році на Боржавську залізницю поставлено п'ять парових мотрис виробництва Ganz & Cie, які отримали нумерацію BGV та інвентарні номери від 1 до 5. Кожна з них була оснащена паровим котлом системи De Dion-Bouton з вертикальним розміщенням потужністю 35 к.с. Кабіна водія розташовувалась на тій же стороні, що і котел, а з іншої сторони знаходився вантажний відсік, розрахований на 1 т вантажу. Салон був розділений на дві секції — 7 місць другого класу та 15 місць третього класу. 1 січня 1923 року, після націоналізації залізниці Чехословаччиною, трамваї отримали нову нумерацію. У 1925 році вони стали позначатись, як М 13.0. У 1927 році мотриси BGV 1 та BGV 4 були виведені з експлуатації. Три мотриси, які залишились, були перенумеровані в 1927 році на M 13.002, 003 та 005. У 1932 році вони були також виведені з експлуатації та утилізовані.

#### BGV 11— BGV 14
Чотири парові вагони були поставлені будапештським машинобудівним заводом MÁVAG із заводськими номерами від 2079 до 2082. Хоча формально це були парові мотриси, але у зв'язку із відсутністю пасажирського або вантажного відсіків, їх сміливо можна віднести до парових локомотивів. Через низьку потужність ці вагони-локомотиви використовувались для водіння легких пасажирських потягів. У січні 1923 року, після націоналізації Боржавської залізниці, транспортні засоби переходять до Чехословацьких державних залізниць (ČSD). Два локомотиви — номери BGV 12 і BGV 13 — були виведені з експлуатації в 1921 році, решта була у використанні до 1924 року. З 1925 року вони отримують нову нумерацію — M 25.0. У 1927 році вони також виведені з експлуатації.

### Локомотиви на паровій тязі

#### Серія U37.010
Перші локомотиви цієї серії були виготовлені у 1898 році на підприємстві товариства «Krauss» в Лінці, і дуже широко застосовувалися на території Австрії та Чехії. На Боржавську господарську залізницю локомотив серії U37.010 надійшов в 1940 році та працював до кінця 1950-х років.

#### Тип 78

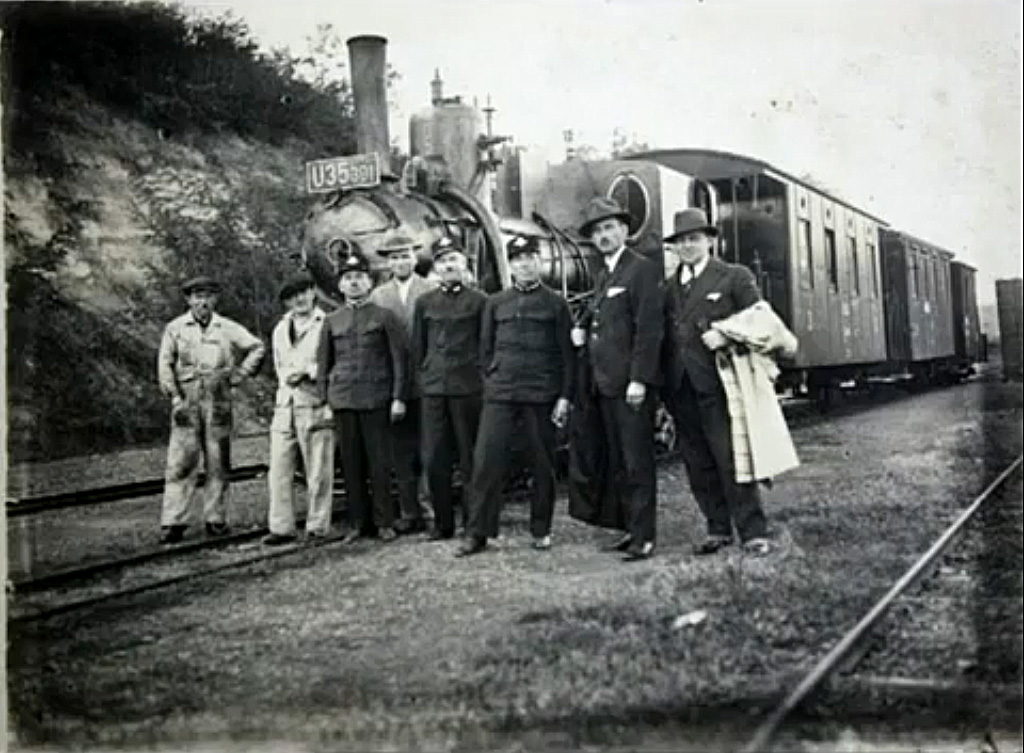
Локомотив U35.301 на ст. Хмільник — 1930-і роки

Парові тривісні локомотиви BGV 19 та BGV 20 (U35.001 та U35.002) виробництва підприємства «Maffei» з Мюнхена, з фабричними номерами 2906 та 2907, були в експлуатації з 1908 по кінець 1940 року.
Роком пізніше, в 1909 та 1910 роках на Боржавську вузькоколійну залізницю поступили чотири парові локомотиви з нумерацією від BGV 21 до BGV 24 заводу в Будапешті з фабричними номерами 2193, 2194, 2158 та 2195. Цей тип локомотивів мав колісну базу 1750 мм і тому з легкістю міг проходити криві з мінімальним радіусом 50 м. Після 1919 року на залізниці в Боржавській долині залишилось тільки два локомотиви цього типу з чотирьох. Вони отримали нову нумерацію — U 34.0, а також інвентарні номери 01 та 02 (U 34.001 та U 34.002). З 1939 року залізниця підпорядковувалась угорській компанії «MÁV», а локомотиви U 34.0 нумерувались, як 399.103 та 399.104. Після Другої світової війни вони були повернуті Чехословацьким державним залізницям. Локомотив U 34.002 експлуатувався в Румунії аж до 1968 року.
У 1912 році було закуплено три локомотиви заводу «Maffei» з Мюнхена з фабричними номерами 2938, 2939 та 2955, а також платформи для перевезення лісу в кількості 40 шт. Власником виступало акціонерне товариство лісового та хімічного промислу села Довге. Перші два локомотиви 1 жовтня 1940 року були передані вузькоколійці Усть-Чорної під номерами K 35.911 та K 35.910 відповідно.
В кінці 1920-х років на Боржавську залізницю був переданий локомотив U 35.301 виробництва 1911 року заводу «Budapest» з фабричним номером 2624, який до цього часу експлуатувався на залізниці Ужгород — Анталовці.

#### Тип 70

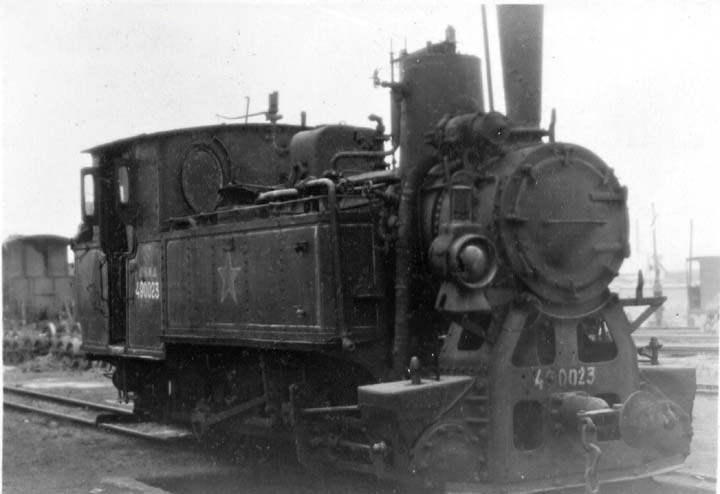
Локомотив 490.023 в депо Берегове

В 1913 році Боржавська залізниця прийняла в експлуатацію потужний паровий чотиривісний локомотив виробництва підприємства «Maffei» з Мюнхена з фабричним номером 3852. На Боржавській залізниці він отримав нумерацію BGV 25. Після націоналізації залізниці Чехословаччиною цей паровоз отримав позначення U 44.0 та інвентарний номер 01. У 1939 році, після переходу залізниці до «MÁV», він був перенумерований на 493.001 і експлуатувався аж до 1957 року.
Локомотиви типу 70 заводу в Будапешті відносяться до найбільш поширених на вузькоколійних залізницях Австро-Угорської монархії з шириною колії 760 мм. Вони експлуатувались і після Другої світової війни в Румунії, Югославії, Чехословаччини, Угорщині та в СРСР аж до 1970-х років. У 1921 році на Боржавську залізницю передано один з таких локомотивів з фабричним номером 3107, де він отримав нумерацію BGV 26. Після передачі залізниці до ČSD у 1925 році локомотив став позначатись, як U 45.0 з інвентарним номером 01.
Після чехословацької націоналізації, у 1930 році, на Боржавську залізницю був переданий локомотив типу 70 виробництва заводу «Budapest» з фабричним номером 4271, який раніше належав залізничному полку в місті Пардубице. Тут він експлуатувався під номером U 46.001. У 1927 році цей локомотив отримав нове позначення U 45.0 та інвентарний номер 02. У 1939 році паровози U 45.001 та U 45.002 були передані «MÁV», де вони нумерувались, як 490.0 з інвентарними номерами 32 та 33. Після Другої світової війни обидва локомотиви були передані СЖД («Советские железные дороги»), де експлуатувались протягом деякого часу, а потім були утилізовані.
Локомотивний завод «Krauss» з Мюнхена виробляв широку гаму чотиривісних парових локомотивів. Один з локомотивів цього типу з фабричним номером 7255 та нумерацією U 44.101 був прийнятий в експлуатацію на Боржавській залізниці в 1937 році.

#### Серія U35.2
В кінці 1899 року локомотивний завод «Orenstein & Koppel» в Берліні виготовив тривісний паровий локомотив потужністю 70 кінських сил. У 1936 році локомотив за нумерацією U35.201 та фабричним номером № 510 був переданий з вузькоколійки Ужгород — Анталовці на Боржавську залізницю. Цей локомотив експлуатувався до 1950 року.
Найвідоміший завод «Henschel & Son» в Касселі виготовив тривісний паровий локомотив з фабричним номером 10417 для тартака в Болехові (Галичина), який передано в 1942 році на залізницю Ужгород — Анталовці, а опісля, в 1944 році, з нумерацією 390.1 MAV — до Берегова.

#### Тип 128
В 1895 році завод MSteG виготовив паровий локомотив доопрацьованого типу 128 за нумерацією 395.002 MAV, який експлуатувався в Румунії, а в 1942 році був переданий до депо Берегове.

#### Тип 75
Найбільш поширеним паровим локомотивом на лісових залізницях був тип 75 заводу в Будапешті, яких було виготовлено 80 одиниць, а на Підкарпатській Русі експлуатувалося близько 10. До депо Берегове було передано один локомотив нумерації 399.000 MAV.

#### Серія П24
1941 року Коломенський завод завершив проєктування нового типу паротяга для промислових вузькоколійних залізниць з навантаженням на вісь 4 т. Збільшено майже в 1,5 раза площу нагрівання топки і пароперегрівача, що усунуло недоліки паротягів серії 159. Застосовано зварну конструкцію котла і рами, що дозволило зберегти повну масу паротяга на рівні паровозів серії 159, суттєво підвищивши довговічність конструкції. Вперше в практиці вузькоколійного паровозобудування пісочницю встановлено під одним ковпаком з сухопарником, що запобігало змерзанню піску в пісочниці взимку.
В 1946 році виробництво паротягів цього типу розпочато у Фінляндії, на заводах «Lokomo» і «Tampella». Цю серію позначено ПТ-4. Пізніше в СРСР вони позначалися Кф-4. Аналогічні паровози випускали: Воткінський завод (серія ВП-1 — ВП-4), чеський завод «Škoda» в Пльзені (серія Кч-4), угорський завод «Ganz-Mavag» (серія Кв-4) і польський завод в Хшануві (серія Кп-4). Тендери для польських Кп-4 виготовляв завод «Pafawag» у Вроцлаві. Машини Воткінського заводу суттєво відрізнялися від початкового проєкту П24. Зокрема, характерна надбудова в передній частині барабана котла ВП-4, в якій знаходився іскрогасник та паровисушувач, значно підвищувала ефективність паротяга; відокремлені сухопарник і пісочниця; на деяких партіях паротягів був хвилястий верх вогневої коробки і деякі особливості топки й котла.
У 1950-і — 1960-і роки паровози П24 фактично стали основним і останнім типом паротягів на промислових вузькоколійних залізницях СРСР. У 1960 році останнім припинив виробництво паротягів П24 Воткінський завод. Загалом виготовлено понад 5000 машин цього типу.
До сьогодні в Китаї, на Харбінському заводі вузькоколійних паротягів, продовжують дрібносерійний випуск машин, прототипом для яких послужив П24, розроблений більш ніж 60 років тому.

#### СеріяГр

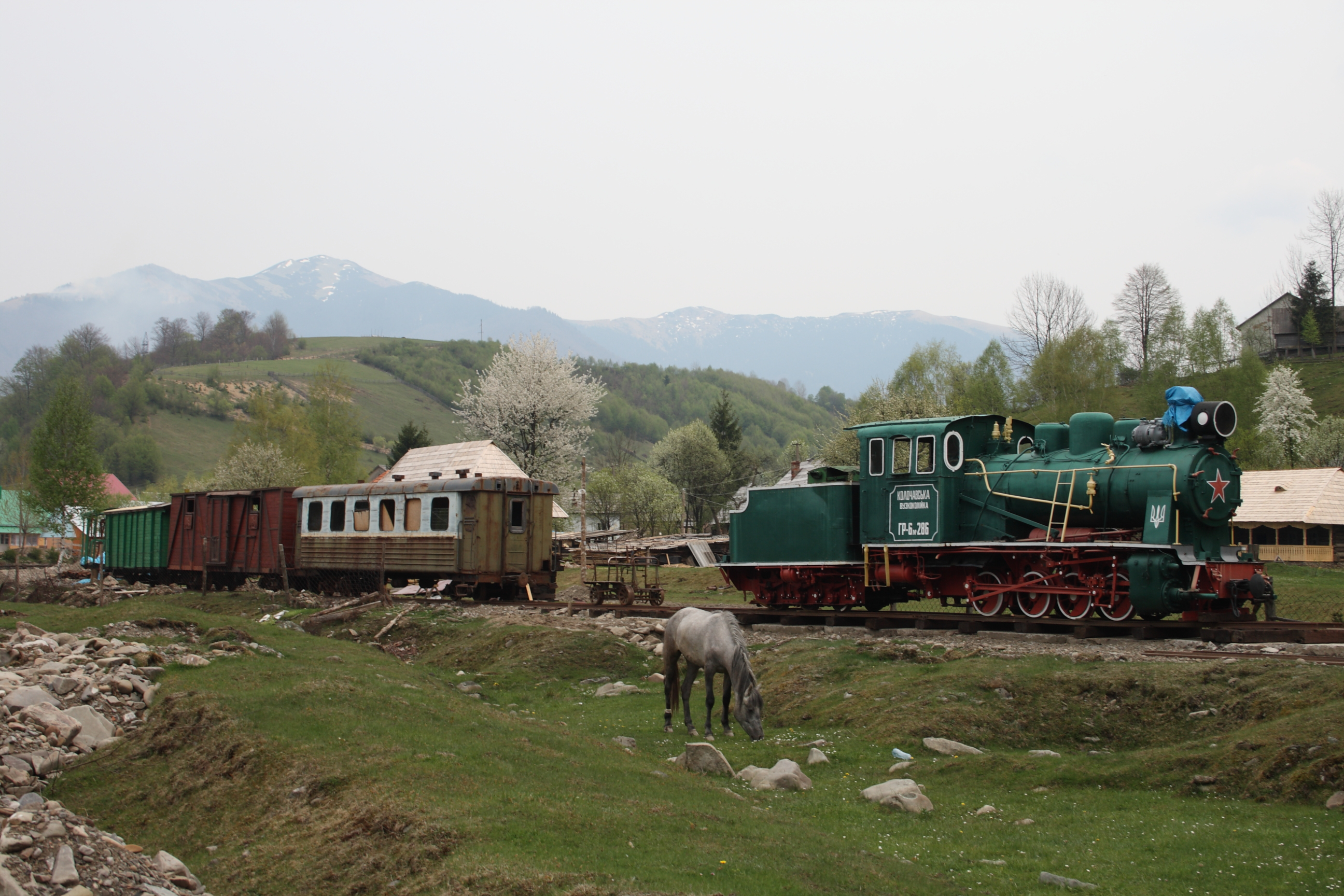
Гр-286 — останній паровоз Боржавської вузькоколійки

Паротяги серії Гр поставлялися в СРСР німецьким заводом імені Карла Маркса (LKM) в Бабельсберзі (колишній завод компанії «Оренштейн і Коппель»). Перший паротяг був збудований і випробуваний у 1947 році на лінії Хайнзберг — Кіпсдорф (нім. Hainsberg — Kipsdorf) у Саксонії, неподалік Дрездена. Він залишився у Німеччині під номером 99.1401, працював на лінії Глевен — Гавельберг, а 30 січня 1968 року був списаний і зданий в утилізацію.
На промисловому транспорті НДР було збудовано два паротяги цієї серії: «Мансфельд» № 19 і № 20. Ці паротяги також були списані у 1969 році. Пізніше для СРСР побудовано дублікат Гр-001. Паротяг Гр-320 трудиться зараз на залізниці Weißeritztalbahn в Німеччині (проданий туди у 1997 році із музею Лавассааре).
Всього за період з 1947 до 1954 роки було випущено 427 паротягів серії Гр. З них 11 експлуатувалось на Боржавській вузькоколійці під наступними номерами: 132, 255, 286, 323, 324, 335, 338, 339, 340, 341 та 342. Більшу частину перерахованих паротягів наприкінці 1980-х років порізано на брухт.
На сьогодні залишився єдиний робочий паровоз Гр-286, який знаходиться в музеї села Колочава. Ще один паротяг цього типу — Гр-255 — у 1982 році передано на дитячу залізницю в місто Бєльці (Молдова), де він нині знаходиться у вигляді пам'ятника.
Особливості конструкції

Котел паротяга з комбінованим з'єднувальним швом. Циліндрична частина котла з'єднана з кожухом топки й корпусом сухопарника дворядним заклепним швом, а кожух топки з вогняною коробкою (по проточній рамі) і передня решітка з циліндричною частиною котла з'єднана однорідним заклепним швом. Стеля вогневої коробки горизонтальна, плоска. На ній установлені дві легкоплавкі топки. Бокові стінки і стеля топки укріплені тільки жорсткими зварними зв'язками і анкерними болтами, рухомих зв'язків і анкерних болтів немає. Паротяг оснащений паровими і ручними гальмами, що діють на першу і четверту осі. Тендер оснащений ручним гальмом, що діє на всі осі. Паротяг має дві пісочниці.

### Автомотриси

#### Тип М 11.0

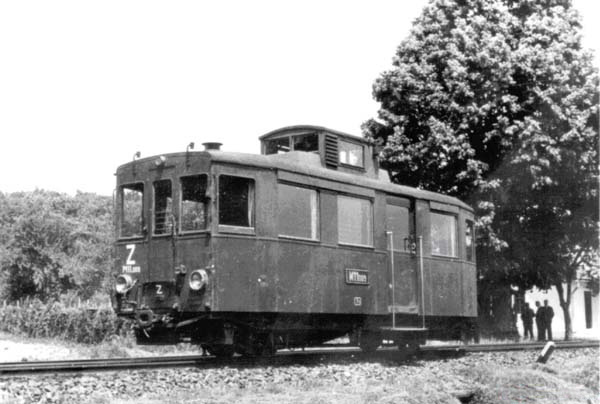
Автомотриса М 11.0 на Боржавській залізниці

Мотовагони M 11.003, 004 та 005 було передано на Боржавську господарську залізницю у 1928 році. А у 1931 році — ще один мотовагон M 11.009.
Рама вагонів була полегшеної конструкції. Колісні пари діаметром 620 мм кріпились за допомогою підшипників кочення. Вікна були з дерев'яною рамою, посиленою листовою сталлю в кутах та зовні. Вагони комплектувались шестициліндровими двигунами Tatra 10 з водяним охолодженням, які на швидкості 1800 об/хв розвивали потужність 65 к.с. Обертальний момент передавався через чотириступеневу механічну коробку передач із заднім ходом на одній осі. Два паливні баки місткістю 75 літри кожен були розміщені перед кабіною машиніста. Вежа кабіни розташовувалась посередині вагону, а сидіння машиніста — перпендикулярно поздовжній осі транспортного засобу. Салон на 32 пасажири був обладнаний дерев'яними лавками з м'якою спинкою. Опалення реалізовано за допомогою вихлопних газів двигуна. Взимку, відповідно до вимог, автомотриса обладнувалась снігоочисником, але на Боржавській вузькоколійці він використовувався цілий рік.
Колісна база — 4 м, вага — 7250 кг, максимально допустима швидкість — 40 км/год.

#### Тип М 21.0
Для прискорення та поліпшення руху на Боржавській вузькоколійці Міністерством транспорту Чехословаччини було замовлено у 1935 році модернізовані мотовагони типу М 21 виробництва заводу «Kopřivnice». У 1937 році перші два мотовагони під номерами M 21.001 та M 21.002 були введені в експлуатацію.
Автомотриси були пофарбовані в темно-зелений колір. Віконні рами були чорного кольору. Дах — світло-сірий (сріблястий). Шасі — чорного або темно-сірого кольору. На торцевих частинах вагонів під вікнами зліва були нанесені літери «Z» та «P», якими маркували передню та задню частини вагону. Силовий агрегат використовувався від мотовагонів типу М 120.4. Це був бензиновий рядний шестициліндровий двигун, який на швидкості 1400 об/хв розвивав потужність 120 к.с. (88 кВт). Моторний відсік разом зі службовим приміщенням та санвузлом розділяли салон на 2 частини. В більшій частині було 23 місця, в меншій — 15 місць. Сидіння були дерев'яними з м'якими спинками. Підлога була вкрита лінолеумом. Здійснювалось кондиціонування та обігрів салону.

### Теплотяги

#### ТУ6A
Локомотив ТУ6А — це односекційний чотиривісний теплотяг капотового типу, який випускався на Камбарському машинобудівному заводі. Призначений для маневрової та вивізної роботи. Перші моделі були оснащені дизельним двигуном ЯАЗ-М204А потужністю 127 к.с., більш пізні — двигуном ЯМЗ-236 потужністю 165 к.с. Теплотяг було обладнано механічною п'ятишвидкісною передачею з ручним перемиканням та роздатковим реверс-редуктором.
На Боржавській вузькоколійній залізниці в експлуатації перебували локомотиви ТУ6А-0624 та ТУ6А-2396, які були приписані до депо в Приборжавському, а також ТУ6A-2104 — депо Бронька. Локомотив ТУ6А-0624 надійшов на Боржавську залізницю у 1976 році.

#### ТУ7A
Теплотяги ТУ7А експлуатувались на Боржавській вузькоколійній залізниці з 1992 року з номерами 3094, 3278, 3279, 3280, 3281 та 3282. Локомотив ТУ7A-3094 у 2007 році був переданий на дитячу залізницю в м. Луцьк. Цього ж року було передано на вузькоколійку Антонівка — Зарічне теплотяги ТУ7А-3279, ТУ7А-3280. Локомотиви ТУ7А-3278, ТУ7А-3281 та ТУ7А-3282 нині перебувають в резерві залізниці на території депо Берегове-Мале.

#### ТУ8
Локомотиви типу ТУ8 експлуатувались на Боржавській залізниці з середини 1980-х до кінця 1990-х років. Теплотяги ТУ8-0002 та ТУ8-0008 були приписані до депо Бронька, ТУ8-0278 — до депо Приборжавське.

#### ТУ2
Дизельний теплотяг, призначений для обслуговування вантажних та пасажирських поїздів. Кузов теплотяга встановлено на два двовісні візки, в яких обидві осі тягові. У передній та задній частинах кузова розташована кабіна машиніста, а в середній — машинне відділення. У машинному відділенні розміщені: дизель-генераторна установка (що складається з дизеля 1Д12 і спареного з ним через гнучку або пальцево-втулкову муфту головного генератора), компресор, холодильник з вентилятором, високовольтна камера, казан-підігрівач та інші допоміжні агрегати.
Теплотяги ТУ2 з'явилися на Боржавській вузькоколійці у 1971 році (номери 018, 020, 026, 034, 035, 066, 074, 097, 098, 248).
У 1971 році з вузькоколійної залізниці в Таллінні в депо Берегового передано локомотиви ТУ2-097 та ТУ2-098. У 1972 році з Харанорської вузькоколійки (Росія) були передані на Боржавську залізницю локомотиви з нумерацією 018, 020, 026, 034, 066. В цьому ж році в депо Берегове зі Свободненської дитячої залізниці надійшов тепловоз ТУ2-074. У 1975 році з Гайворонської вузькоколійки передано локомотив ТУ2-035.
Локомотиви ТУ2-018 та ТУ2-074 у 1992 році передано на дитячу залізницю в м. Ужгород. Локомотив ТУ2-066 в 2002 році передано на залізницю Антонівка — Зарічне. Тепловоз ТУ2-248 списаний в 2012 році, ТУ2-020 — перебуває в резерві залізниці на території депо Берегове-Мале.
В 2017 році на Ужгородську дитячу залізницю передано ТУ2-098, а вони віддали ТУ2-018. Локомотив ТУ2-034 здійснює регулярні рейси по сьогодні. Локомотив ТУ2-018 проходить ремон у Берегівському депо. Стоном на 2020 рік, цей локомотив уже пройшов ремонт.

### Вагони

#### Pafawag
Пасажирські вагони цього типу серії 3Aw виготовлені в 1957—1960 роках на заводі «Pafawag» у Вроцлаві (Польща). Загальна кількість місць — 60, місць для сидіння — 38. Маса вагону — 16,8 т. Довжина вагону — 14 200 мм, ширина — 2260 мм, висота — 3170 мм. Мінімальний радіус прохідних кривих — 60 м.
На сьогодні вагони Pafawag на Боржавській вузькоколійці фактично існують, але знаходяться в поганому стані на станції Хмільник в кількості 6 штук.
На сьогодні вагони «Pafawag» виведені з експлуатації.
Аби запобігти вандалізму ці вагони вивозять зі станції Хмільник в депо.

#### ПВ40
Пасажирські вагони, що випускались Деміховським заводом з 1955 року. Вагони обладнані ручним та автоматичним гальмами, санвузлом і водяним опаленням. Загальна кількість місць — 96 ос., місць для сидіння — 40. Маса — 9,5 т. Радіус прохідних кривих — 40 м.
Вагони ПВ40 перебувають в експлуатації та використовуються для регулярних пасажирських перевезень на Боржавській залізниці.

### Спеціальна техніка

#### СнігоочисникСО-750
Розробка цих снігоочисників велася Тульським заводом ЦУМЗ (Центральне управління машинобудівними заводами), а виготовлення почалося на Камбарському машинобудівному заводі. Кузов снігоочисника дерев'яний, привід всіх органів ручний. Снігоочисник обладнаний світловою сигналізацією та опаленням у вигляді грубки-буржуйки, що встановлена всередині кузова.

## Сучасний стан
Станом на серпень 2018 року пасажирське залізничне сполучення відбувається тільки на відрізку Хмільник — Виноградів. Відрізок Хмільник — Іршава збережено, але для пасажирських перевезень не використовується. Ділянка шляху Хмільник — Берегове використовується для технічних робіт — заправка та ремонт рухомого складу в депо м. Берегове. Належить Львівській залізниці. На ділянці Берегове — Хмільник пасажирського руху нема з 1983—1984 років, всі станції та роз'їзди розібрані. 
Відрізок Іршава — Приборжавське також перебуває на балансі Львівської залізниці. Не експлуатується та не підтримується в належному стані.
Відрізок Іршава — Ільниця демонтовано у 2010 році.
Відрізок Приборжавське — Кушниця перебував на балансі Довжанського лісокомбінату. В 2003 році дві ділянки по 1 км між Іршавою і Кушницею розібрані. Сама станція Кушниця являє собою закинуті руїни. Протягом 2004—2007 років Довжанським лісокомбінатом демонтовано відрізок Приборжавське — Кушниця. У 2007 році переданий на баланс Фонду державного майна України (ФДМУ). 16 травня 2011 року на аукціоні ФДМУ залізничну колію завдовжки 15 км продано приватному підприємству з Луганська за ціною, нижчою від вартості брухту. Підприємство, яке виграло приватизаційний конкурс, одразу приступило до демонтажу колії, фактично знищуючи унікальний об'єкт історичної та технічної спадщини. Згодом Іршавська районна рада звернулась із позовом до Закарпатського окружного адміністративного суду про визнання дій та рішень регіонального відділення ФДМУ протиправними та їх скасування. Суд ухвалив рішення відмовити у позові Іршавській районній раді до регіонального відділення ФДМУ по Закарпатській області, Фонду державного майна України та третьої особи — покупця вузькоколійки. Постанова Закарпатського окружного адміністративного суду залишена в силі Львівським апеляційним адміністративним судом. Тимчасом протягом декількох років тривають періодичні спроби демонтажу залізничної колії на відрізку Приборжавське — Кушниця. Громади навколишніх сіл вчиняють активний спротив демонтажу історичної залізниці.

### Вандалізм та спроби демонтажу
20 жовтня 2011 року — відбулась спроба демонтажу невідомими особами механічного семафора в селі Кушниця, зупинена депутатами Кушницької сільської ради. 21 жовтня виконавчий комітет сільради надав семафору статус технічної пам'ятки місцевого значення з метою запобігання актам вандалізму.
6 квітня 2012 року — демонтовано 300 м колії поблизу села Дубрівка Іршавського району. Демонтаж здійснювався працівниками Хустської дистанції колії державного територіально-галузевого об'єднання «Львівська залізниця».
24 січня 2021 року на станції Приборжавське жителі села припинили самовільний демонтаж колії та звернулися до Національної поліції України.

### Рух за збереження та відновлення Боржавської залізниці
2002 рік — проведено I форум «Карпатський трамвай», який був започаткований, як громадський рух за збереження історичної технічної спадщини в Карпатах.
2003 рік — в Іршаві відбувся II міжнародний форум «Карпатський трамвай», основною темою якого стала Боржавська вузькоколійна залізниця — її збереження, відновлення та перспективи розвитку. Форум було проведено у форматі науково-практичної конференції на найвищому рівні та за участі гостей з Великої Британії, Чехії, Росії, Латвії; представників чотирьох країн Карпатського єврорегіону — Словаччини, Польщі, Угорщини, Румунії, а також представників місцевих органів влади.
Учасники форуму:
- Роберт Едвард Брінклі — Надзвичайний і Повноважний Посол Сполученого Королівства Великої Британії і Північної Ірландії в Україні (2002—2006)[27].
- Девід Морган — Президент FEDECRAIL (Європейська Асоціація Історичних та Туристичних Залізниць), голова спеціальної комісії Ради Європи з питань збереження історичної технічної спадщини.
- Валерій Цибух — голова Державного комітету України з питань туризму та курортів.
- Денис Добра — голова громадської організації «Боржавська ініціатива».

### Культурно-мистецькі акції
- День Боржавської вузькоколійки (День залізничника). Відзначається щорічно, в першу неділю серпня[28].
- Зустріч Святого Миколая на Боржавській вузькоколійці. Відзначається 19 грудня.
- День народження Боржавської вузькоколійки — день введення в експлуатацію Боржавської залізниці. Відзначається 23 грудня.
- Вино Боржавської вузькоколійки. Акція «Вино Боржавської вузькоколійки 2012» пройшла в рамках XII міжнародного фестивалю вина на Берегівщині та була реалізована через організацію та проведення залізничного туру за маршрутом Іршава — Хмільник — ст. В. Ремети — с. Кідьош — ст. Берегове. Безпосередньо на фестивалі в Береговому Почесним журі було визначено найкращі вина в номінації «Вино Боржавської вузькоколійки 2012». Спеціально для цього винного туру було випущено лімітовану серію червоних та білих вин під брендом «Кушницька Анця»[29].

### Туристичний рейс
5 серпня 2017 о 12:00 вирушив у свій перший рейс у рамках вдосконалення туристичного маршруту та популяризації Боржавської вузькоколійної залізниці ретро-потяг, який вирушив із Виноградова й доїхав до Хмільника, а потім повернувся до Берегівського депо, як і було заплановано організаторами.
По дорозі потяг зробив п'ять зупинок, одну з яких «позапланову». Через 100 метрів після початку руху потяг зупинили «озброєні нацисти», щоб перевірити, чи немає серед пасажирів «зайців». По ходу паротяга квитки перевіряли ще дві групи контролерів — «чекісти» в голубих кашкетах і «озброєні воїни УПА», які особливо прискіпливо цікавилися, чи нема серед пасажирів москалів.
Ретро-потяг складається із старенького паротяга ГР-280 та трьох пасажирських вагонів, що здійснює зупинки в селах, де пасажири можуть вийти з потяга й продегустувати місцеві страви й напої. Передбачається про здійснення тривалих зупинок, а сам маршрут подовжити з Хмільника до Іршави. Це пілотний проєкт, який впроваджений на Закарпатті на місяць. Паротяг їздитиме щоп'ятниці і щосуботи. Загалом один рейс державі обходиться у 18 тисяч гривень.

### Перша Боржавська велодрезина
Після чергової спроби демонтажу колії на станції Приборжавське, ініціативна група жителів села звернулася до Закарпатської обласної ради. «Кузнею Зейкан» в липні 2021 року виготовлено перший ексземпляр чотиримісної велодрезини. В вересні 2021 року за підтримки Агенції Регонального розвитку Закарпаття було розміщено замовлення виготовлення та купівлі 3 велодрезин, а вже в грудні їх було передано громаді села Приборжавське.

### Відновлення ділянок та початок експлуатації електротранспорту
Влітку 2021 року приватним проєктом «Крізь Гори» за активної підтримки місцевого бізнесу та громади Кам'янецької ТГ була прочищена ділянка Сільце — Шаланки загальною довжиною 13,4 км. На даній ділянці регулярно щовихідних відбуваються гастротури. Як транспортний засіб використовується пасажирська електродрезина на 6 пасажирів[джерело?].

## Фотогалерея

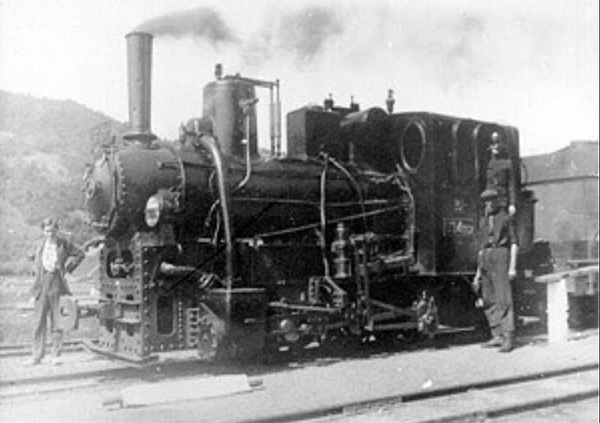
Локомотив U34.002 на ст. м.Кушниця
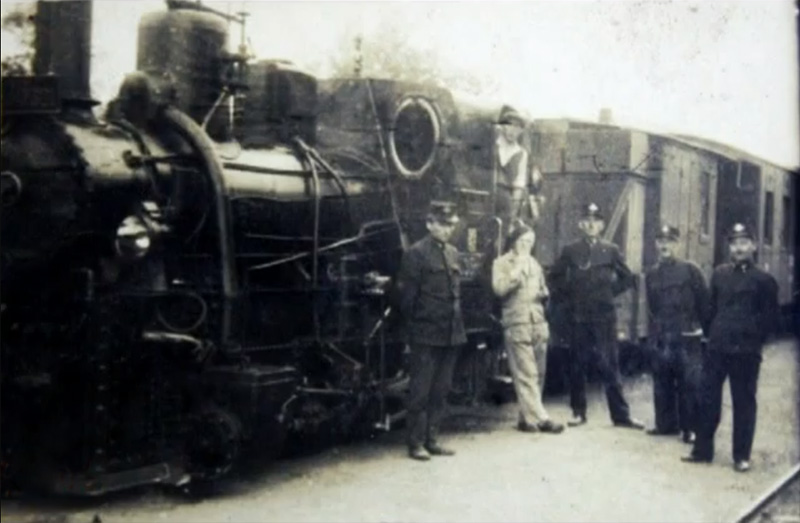
Локомотив U35.301 на ст. Іршава
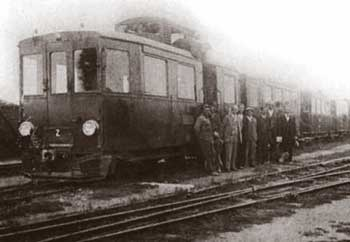
Мотовагон М 11.0
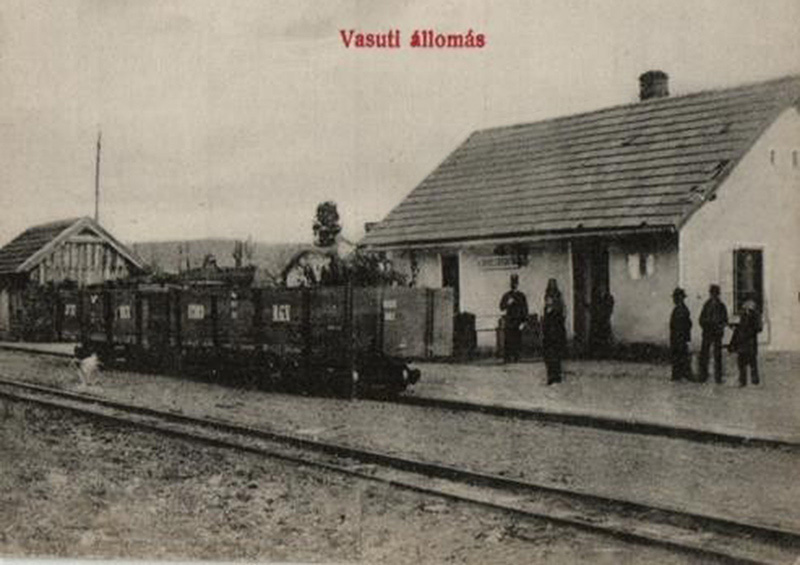
BGV, ст. Сільце. 1911 р.
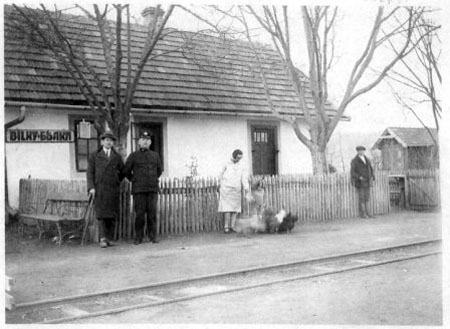
Станція Білки. 1930-і рр.
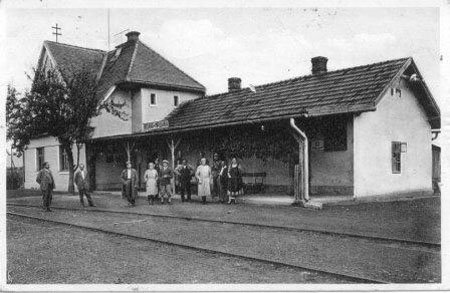
Станція Іршава. 1930-і рр.
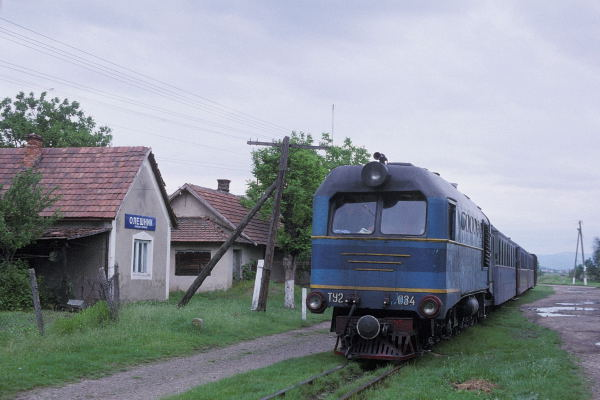
Біля села Олешника
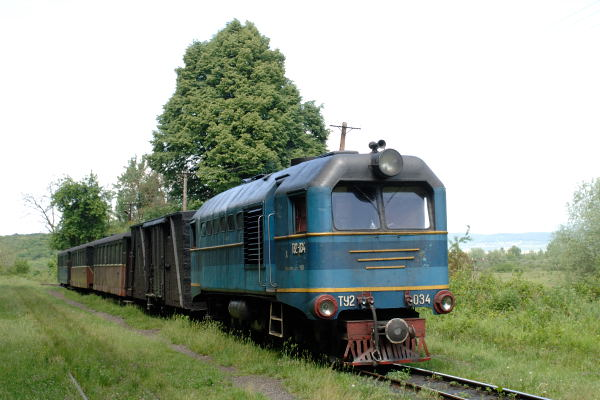
Біля села Хмільника
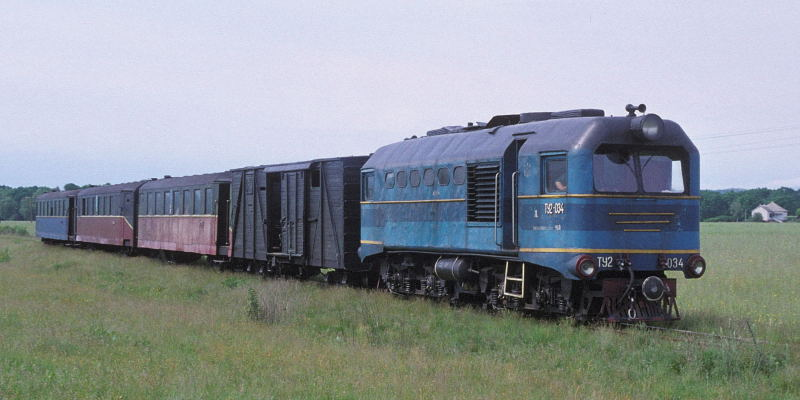
ТУ2-034 біля ст. Олешник
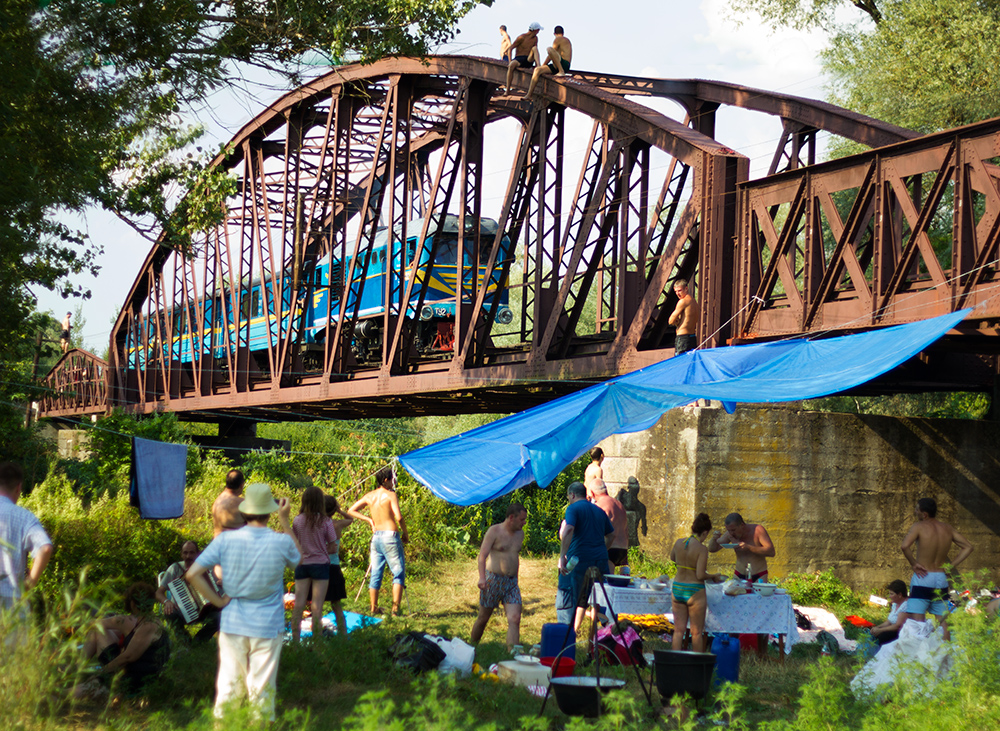
Святкування Дня Боржавської вузькоколійки поблизу станції Хмільник. 2012 р.